# アンドレイ・ミローノフ
アンドレイ・ミローノフ（露: Андре́й Алекса́ндрович Миро́нов, 英: Andrei Alexandrovich Mironov, 1941年3月8日 - 1987年8月16日） は、ソビエト連邦時代に活躍したロシアの俳優である。

## 来歴
アンドレイ・ミローノフは1941年3月7日、モスクワで生まれた。1948年、モスクワ市の小学校に入学。母によると、学校時代に切手蒐集家であったそうだ。1958年、演劇大学に入学。1960年、映画俳優としてデビュー。

## 人物
日本では公開された映画及び入って来る作品が少ないが、本国ロシアでは歌手としてレコードも出す程の人気であった。またコメディ作品が多かったせいかコメディアンとして定評があった。

## 代表作
- 車に注意(1966) ru:Берегись автомобиля
- ダイアモンド・アーム(1968)
- いたずらっ子の老人たち(1971) ru:Старики-разбойники
- 麦わら帽子(1974) ru:Соломенная шляпка
- リッキ・ティッキ・タヴィ(1975) (声優) ru:Рикки-Тикки-Тави (фильм)
- 12脚の椅子(1976) ru:12 стульев (фильм, 1976)
- 世の常の奇跡(1978) ru:Обыкновенное чудо
- ボートの三人男(1979) ru:Трое в лодке, не считая собаки (фильм)
- テイル・オブ・ワンダー(1983)
- わが友イワン・ラプシン(1984) ru:Мой друг Иван Лапшин
- 勝利(1985) ru:Победа (фильм, 1985)
- カプチーノ街から来た人(1987) ru:Человек с бульвара Капуцинов